# Frenchie Shore
『Frenchie Shore』（フレンチー・ショア）は、MTV FranceとParamount+で放送されているフランスのリアリティ番組シリーズ。
2023年11月11日に初放送され、アメリカの番組『ジャージー・ショア』のフランス版である。番組では、数週間一緒に暮らす10人の同居人の日常生活を追っている。

## プロダクション
2022年2月、パラマウント・グローバルはMTVエンターテインメント・スタジオのために、『ショア』フランチャイズの7つの新バージョンを含む台本なしシリーズの新ラインとリニューアルを発表した。
第1シーズンは2023年10月12日に決定した[6]。シリーズは南フランスのオクシタニア県エローにあるキャップ・ダグドの町の家で撮影された。

## キャスト
- エンツォ
- アイリス
- ジュリー・バシャ
- カーラ
- メルヴィン・プロワ
- ニコラ・フイユ
- ウリエル
- ペピタ
- テオ
- トリスタン・ジューヴ